# Olaf Baden
Olaf Baden (* 1956 in Annaberg-Buchholz) ist ein deutscher Off-Sprecher.

## Leben
Nach dem Abitur begann Baden 1977 eine Ausbildung zum Rundfunksprecher bei Walter Trenschel in Rostock. Von 1990 bis 1994 arbeitete er als Rundfunkredakteur bei Antenne Brandenburg und Radio Sachsen. Baden lebt mit seiner Familie in Werder (Havel).
Ab 1994 wurde Baden Sprecher beim ARD-Magazin Brisant sowie beim ARD-Politikmagazin Fakt. Seit 1996 spricht Baden für die Deutsche Welle. Bei der 2006 gestarteten Zoo-Doku-Soap Panda, Gorilla & Co. ist er als Off-Sprecher zu hören. Bei ARD, ZDF, NDR 3, WDR, rbb, arte, DW, MDR, RTL, RTL 2, Vox und Pro 7 war Baden in zahlreichen Reportagen zu hören. Weiterhin war er der Off-Sprecher in der Fernsehserie "Knut, das Eisbärbaby", sowie in der Doku-Soap über den Dresdner Kreuzchor "Engel, Bengel und Musik".

## Hörbücher (Auswahl)
- Die letzten Helden. Folge 13: Der Erbe des Silberstern Imperiums. Holysoft, 2021, OCLC 1476386353.
- Ein Zug braucht Hilfe - Flo, das kleine Feuerwehrauto. Gerth Medien, 2019, DNB 1173456414.